# Boeomimetes ephippium
Boeomimetes ephippium is een keversoort uit de familie van de loopkevers (Carabidae). De wetenschappelijke naam van de soort is voor het eerst geldig gepubliceerd in 1946 door Carl Henrik Boheman.